# R1-reactor
R1-reactor was de eerste kernreactor (van Studsvik) in Zweden en was bedoeld voor onderzoek op het Royal Institute of Technology (KTH).
De reactor had een vermogen van 300 kW, maar is later verhoogd naar 1 MW, en is in 1970 permanent stilgelegd.